# Linji
Linji (kinesiska: 临济镇, 临济) är en köping i Kina. Den ligger i provinsen Sichuan, i den sydvästra delen av landet, omkring 86 kilometer sydväst om provinshuvudstaden Chengdu. Antalet invånare är 15 203. Befolkningen består av 7 661 kvinnor och 7 542 män. Barn under 15 år utgör 13,0 %, vuxna 15-64 år 73 %, och äldre över 65 år 13,0 %.
Genomsnittlig årsnederbörd är 1 442 millimeter. Den regnigaste månaden är juli, med i genomsnitt 387 mm nederbörd, och den torraste är januari, med 12 mm nederbörd.